# Fiodor Artiemjew
Fiodor Andriejewicz Artiemjew (ros. Фёдор Андреевич Артемьев, ur. 19 września 1914 we wsi Kudieicha w Czuwaszji, zm. 10 marca 1992 w Saratowie) – radziecki wojskowy, podpułkownik, Bohater Związku Radzieckiego (1945).

## Życiorys
Urodził się w rosyjskiej rodzinie chłopskiej. Uczył się w technikum mechaniki samochodowej, w 1938 został członkiem WKP(b). W 1939 został powołany do Armii Czerwonej, w 1942 skończył kursy przy szkole wojskowo-politycznej, a w 1943 szkołę wojsk pancernych w Uljanowsku. Od 1 stycznia 1943 uczestniczył w wojnie z Niemcami, walczył na Froncie Wołchowskim i 1 Białoruskim, był zastępcą dowódcy kompanii ds. politycznych i dowódcą baterii w stopniu kapitana. Walcząc w składzie 386 gwardyjskiego pułku artylerii samochodowej 9 Gwardyjskiego Korpusu Pancernego 2 Gwardyjskiej Armii Pancernej wyróżnił się w styczniu 1945 podczas walk pod Żyrardowem i Toruniem, gdzie jego bateria zadała wrogowi duże straty. Po wojnie ukończył Wojskową Akademię Wojsk Pancernych, był wykładowcą, w lipcu 1962 został zwolniony ze służby w stopniu podpułkownika ze względu na stan zdrowia.

## Odznaczenia
- Złota Gwiazda Bohatera Związku Radzieckiego (27 lutego 1945)
- Order Lenina (27 lutego 1945)
- Order Czerwonego Sztandaru (dwukrotnie, 1944 i 1945)
- Order Wojny Ojczyźnianej II klasy (1944)
- Order Czerwonej Gwiazdy (1954)
- Medal „Za zasługi bojowe” (1950)
- Medal „Za wyzwolenie Warszawy”
- Medal „Za zdobycie Berlina”
- Medal „Za zwycięstwo nad Niemcami w Wielkiej Wojnie Ojczyźnianej 1941–1945”
- Medal „Za nienaganną służbę”